# Comuna Topusko, Sisak-Moslavina
Topusko este o comună în cantonul Sisak-Moslavina, Croația, având o populație de 2.985 de locuitori (2011).

## Demografie
Componența etnică a comunei Topusko
     Croați (62,48%)
     Sârbi (29,92%)
     Bosniaci (4,66%)
     Necunoscut (1,17%)
     Neclasificat (1,27%)
Componența confesională a comunei Topusko
     Catolici (60,03%)
     Ortodocși (28,98%)
     Musulmani (5,86%)
     Fără religie și atei (2,58%)
     Necunoscută (2,24%)
     Alte religii (0,3%)
Conform recensământului din 2011, comuna Topusko avea 2.985 de locuitori. Din punct de vedere etnic, majoritatea locuitorilor (62,48%) erau croați, existând și minorități de sârbi (29,92%) și bosniaci (4,66%). Apartenența etnică nu este cunoscută în cazul a 1,17% din locuitori. Din punct de vedere confesional, majoritatea locuitorilor (60,03%) erau catolici, existând și minorități de ortodocși (28,98%), musulmani (5,86%) și persoane fără religie și atei (2,58%). Pentru 2,24% din locuitori nu este cunoscută apartenența confesională.